# Фердинанд фон Колоредо-Мансфелд
Фердинанд фон Колоредо-Мансфелд (на немски: Ferdinand Graf von Colloredo-Mannsfeld; * 30 юли 1777, Виена, Хабсбургска монархия; † 10 декември 1848, дворец Щибар при Грестен, Долна Австрия) е граф на Колоредо-Мансфелд, австрийски дипломат, политик, земевладелец и индустриалец.

## Живот
Той е третият син на княз Франц де Паула Гундакар фон Колоредо-Мансфелд (1731 – 1807), дипломат, последният имперски вицеканцлер, и първата му съпруга графиня Мария Изабела фон Мансфелд-Фондерорт (1750 – 1794), дъщеря на граф Хайнрих Паул Франц II фон Мансфелд-Фордерорт (1712 – 1780), княз на Фонди, и графиня Мария Йозефа Кцернин (1722 – 1772).
Фердинанд е определен за духовна кариера и следва право в университетите във Вюрцбург и Гьотинген. След това той започва императорска дипломатическа служба. Участва в съвещания и става пратеник в Неапол. През 1808 г. той се оттегля.
През Войната на петата коалиция (1809) той е майор на отбраната, отличава се в битки. По препоръка на ерцхерцог Карл Австрийски му се дава „Леополдския орден“. След войната той отново се връща в именията си.
През 1814 г., след завръщането на Наполеон, той отново е на военна служба. Първо служи в главната квартира на Карл Филип фон Шварценберг и след това е изпратен в Швейцария.
След войната Фердинанд става през 1822 г. народен представител в Долна Австрия. Той е основател на първата захарна фабрика на страната. През 1819 г. той участва в основаването на първата австрийска спестовна банка и 1825 г. на първата застрахователна организация за закрила от пожари. През 1838 г. става генерален дворцов строителен директор.
При началото на Мартенската революция той е комендант на „Академичния легион“ (1848). Понеже е заплашван от радикалите той напуска този пост.

## Фамилия
Първи брак: през 1801 г. с фрайин Августа Грошлаг фон Дибург. Бракът е анулиран през 1809 г.
Втори брак: на 30 ноември 1810 г. в Берн или в Цюрих с Мария Маргарета фон Циглер (* 10 април 1779, Берн; † 23 април 1840, Виена), дъщеря на Лудвиг Антон Циглер и Юдит Рор. Те имат две деца:
- Йозеф Франц Хиронимус (* 26 февруари 1813, Виена; † 22 април 1895, Виена), 5. княз на Колоредо-Мансфелд, 1873 г. рицар на ордена на Златното руно, женен на 27 май 1841 г. във Виена за Терезия Едле фон Лебцелтерн (* 27 април 1818, Виена; † 19 януари 1900, Виена)
- Ида фон Колоредо-Мансфелд (* 13 февруари 1816, Щаатц; † 3 юни 1857, Щаатц), омъжена на 10 май 1840 г. във Виена за граф Алфонс фон Колалто и Сан Салваторе (* 19 юли 1814, Пирнитц; † 28 юни 1890, Щаатц)

Трети брак: на 9 октомври 1842 г. с фрайин Емилия фон Метцбург (* 22 август 1807; † 24 септември 1856), вдовица на австрийския държавен съветник фрайхер Йозеф фон Кнор († 1839).